# Бержерон, Том
Томас Раймонд Бержерон (англ. Thomas Raymond Bergeron, род. 6 мая 1955 года) ― американский телеведущий, комик и актер.

## Биография
Бержерон родился в Хейверилле, штат Массачусетс, в семье Рэя и Кей Бержеронов. Он имеет франко-канадское и ирландское происхождение.
Его первой работой в радиовещании была в качестве диск-жокея на местной радиостанции WHAV в городе Хейверилл, штат Массачусетс. Он стал популярным диджеем на радио в прибрежном районе Нью-Гэмпшира в начале 1980-х годов на WHEB в Портсмуте, где играл комедийные записи вместе с музыкой и необычными интервью. Его популярность привела к дополнительным прослушиваниям на телевидении и радио.
С 1994 по 1997 год Бержерон был одним из организаторов утреннего шоу Breakfast Time на FX, а позже переименованного в Fox After Breakfast, когда шоу перешло в сеть Fox.
Он был ведущим шоу Hollywood Squares с 1998 по 2004 год, за роль в котором он получил премию Эмми в 2000 году за выдающегося ведущего игрового шоу.
В феврале 2001 года Бержерон стал новым ведущим шоу America's Funniest Home Videos. В марте 2014 года он объявил в Twitter, что покинет шоу после 25 сезона. Последний эпизод вышел в эфир 17 мая 2015 года. Его заменил Альфонсо Рибейро.
В июне 2005 года он начал вести реалити-шоу «Танцы со звёздами (США)». За свою работу над ним он получил девять номинаций на премию Эмми за выдающегося ведущего реалити-шоу или конкурсной программы, один раз выиграв награду в 2012 году. 13 июля 2020 года Бержерон объявил, что покидает шоу в преддверии 29-го сезона в сообщении, опубликованном в Twitter.
20 сентября 2008 года Бержерон стал одним из организаторов 60-й премии Эмми вместе с Хайди Клум, Джеффом Пробстом, Райаном Сикрестом и Хоуи Манделем.
В 2020 году он участвовал в третьем сезоне The Masked Singer, прежде чем был разоблачен в эпизоде, который вышел в эфир 4 марта.